# Ponto isolado
Em topologia, um ponto {\displaystyle x} de um espaço topológico {\displaystyle X} é dito um ponto isolado de um subconjunto {\displaystyle S\subseteq X} se {\displaystyle x\in S} e existe em {\displaystyle X} uma vizinhança perfurada de {\displaystyle x} que não contém nenhum ponto de {\displaystyle S}.
Em particular, em um espaço métrico, um ponto {\displaystyle x} é dito isolado se existe {\displaystyle \varepsilon >0} tal que {\displaystyle x} é o único ponto de {\displaystyle S} no intervalo {\displaystyle (x-\varepsilon ,x+\varepsilon )}, ou seja, se existe uma bola em torno de {\displaystyle x} que não contém nenhum ponto de {\displaystyle S}. Equivalentemente, um ponto {\displaystyle x\in S} é dito isolado se e somente se ele não é um ponto de acumulação de {\displaystyle S}.
Um conjunto cujos elementos são todos pontos isolados é dito um conjunto discreto. Um conjunto que não contém pontos isolados é dito denso em si mesmo. Um conjunto fechado que não contém pontos isolados é chamado de conjunto perfeito.

## Exemplos
- No conjunto {\displaystyle S=\{0\}\cup [1,2]}, o ponto {\displaystyle 0} é um ponto isolado.
- O conjunto {\displaystyle S=\left\{{\frac {1}{2}},{\frac {2}{3}},{\frac {3}{4}},{\frac {4}{5}},\ldots ,{\frac {n}{n+1}},\ldots \right\}} é discreto, já que seus pontos são todos isolados, e seu único ponto de acumulação é o número {\displaystyle 1}, que não pertence ao conjunto[2].
- O conjunto {\displaystyle \mathbb {N} =\{0,1,2,3,\ldots \}} dos números naturais é um conjunto discreto.